# Oshurkovia inarmata
Oshurkovia inarmata är en mossdjursart som först beskrevs av Arnold Girard Kluge 1962.  Oshurkovia inarmata ingår i släktet Oshurkovia och familjen Umbonulidae. Inga underarter finns listade i Catalogue of Life.